# Chléb s máslem
Chléb s máslem je prosté středoevropské jídlo, v Německu (kde se nazývá Butterbrot považované za jedno z národních jídel. Sestává z krajíce (plátku) chleba potřeného vrstvou másla, případně osoleného, na které se může položit či natřít jedna další přísada. Ta může být buď slaná (například uzenina, šunka nebo sýr, osolená nakrájená zelenina), anebo sladká (například džem, med nebo povidla).
K chlebu s máslem se vztahuje rčení, že „chleba padá vždy namazanou stranou dolů“. To se vysvětluje běžnou výškou stolu, ze které se chléb při pádu častěji nestačí otočit tak, aby dopadl na nenamazanou stranu.
Chléb s máslem (v originále La tartine de beurre) se jmenuje také klavírní skladbička KV 6 A 284n C.27.09 od Wolfganga Amadea Mozarta (možná však od jeho otce Leopolda či od Henryho Charlese Litolffa, který ji poprvé uveřejnil). Ta prý vznikla v době, kdy bylo Wolfgangu Amadeovi pět let.